# Парламентские выборы на Соломоновых Островах (2014)
Парламентские выборы на Соломоновых Островах пройдут 19 ноября 2014 года. Эти выборы станут первыми после окончания миссии миротворческого контингента Австралии, и как ожидается, дадут возможность действующему премьер-министру Соломоновых островов Гордону Дарси Лило сохранить свой пост.

## Особенности законодательства
50 членов парламента Соломоновых Островов избираются всеобщим голосованием по одномандатным округам в рамках мажоритарной системы. На практике, большинство кандидатов не могут сразу получить большинство голосов, поэтому между ними образуются коалиции, которые в большинстве своём являются нестабильными политическими образованиями. Примером этого может послужить тот факт, что в парламент прошли 12 политических партий, но ни одна из них не имеет больше трёх депутатов. Кандидаты в депутаты должны быть не моложе 21 года, постоянно проживать в своём избирательном округе, не иметь двойного гражданства или находиться под следствием. Избирателям должно быть не менее 18 лет, кроме того у них должно быть гражданство Соломоновых Островов.
В марте 2014 года в государстве была введена биометрическая система регистрации избирателей. Её критики утверждали, что некоторые кандидаты приобретают большое количество удостоверений личности. Однако, в мае в Избирательной комиссии заявили, что не получали никаких официальных жалоб.

## Контекст
Парламентские выборы 2010 года привели к власти Дэнни Филипа от Реформистской демократической партии. Его правительство потеряло доверие парламента в ноябре 2011 года, после чего 11 ноября новым премьер-министром был назначен Гордон Дарси Лило, член парламента от Национальной коалиции за реформы и прогресс. После этого, предыдущий премьер-министр и член Либеральной партии Дерек Сикуа стал лидером официальной оппозиции в парламенте. 
8 октября премьер-министр Соломоновых островов Гордон Дарси Лило сообщил о том, что генерал-губернатор Фрэнк Кабуи назначил дату выборов на 19 ноября. После этого началась двухнедельная предвыборная кампания.

## Голосование
Избирательные участки на Соломоновых островах открылись в 7 часов утра по местному времени, несмотря на то что очереди из желающих проголосовать начали собираться с 5:30. Закрылись участки в 17 часов вечера. Для участия в голосовании было зарегистрировано 290 тысяч избирателей из 600 тысяч человек населения страны. В избирательные списки были вписаны 443 кандидата от 12 политических партий. Для  обеспечения безопасности по всей стране были задействованы 1000 полицейских, и ещё 600 — в Хониаре. В комиссию наблюдателей от Австралии вошли сенатор Линда Рейнолдс и депутаты Берт ван Манен и Шэрон Клэйдон.